# Pseudognaptodon brevis
Pseudognaptodon brevis är en stekelart som beskrevs av Williams 2004. Pseudognaptodon brevis ingår i släktet Pseudognaptodon och familjen bracksteklar. Inga underarter finns listade i Catalogue of Life.